# Erika Vikman
Erika Vikman (Tampere, 1993. február 20. – ) finn énekesnő és dalszerző. Ő képviselte Finnországot a 2025-ös Eurovíziós Dalfesztiválon Bázelben, az Ich komme című dallal.

## Magánélete
Lempääläban és Poriban nőtt fel. Édesanyja és testvére szintén énekesnők. Erika tinédzserként kezdett el énekelni, és 2008-ban megnyerte a gyermek tangóverseny lányok számára kiírt kategóriáját.
2013-ban érettségizett egy tamperei középiskolában, ezt követően pop-jazz éneklést tanult a Pirkanmaai Zenei Főiskolán.

## Pályafutása

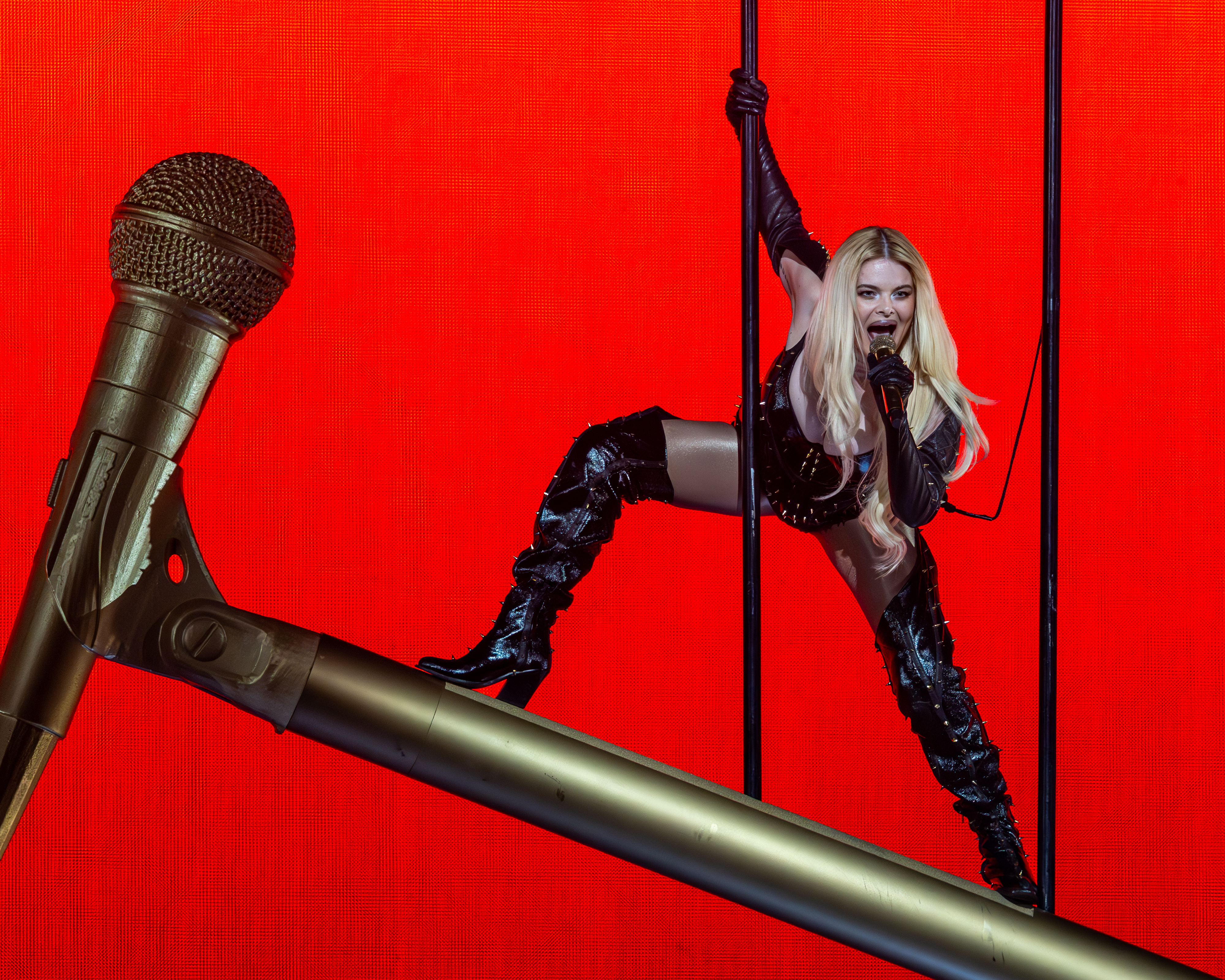
A 2025-ös Eurovíziós Dalfesztiválon Bázelben

2020-ban a finn közszolgálati csatorna, az Yle bejelentette, hogy az énekesnő is az egyik résztvevője az Uuden Musiikin Kilpailu finn eurovíziós nemzeti döntőnek. Versenydala, a Cicciolina január 26-án jelent meg, és a magyar–olasz modellről és pornószínésznőről, Staller Ilonáról szólt. A március 7-i döntőben összesítésben a második lett, 13 ponttal lemaradva a győztes Aksel Kankaanranta után. Érdekesség, hogy a nemzetközi zsűrinél a harmadik helyen végzett, míg a nézőknél első helyezett lett. Annak ellenére, hogy nem nyerte meg a versenyt, a dal nagy sikert aratott Finnországban, és az énekesnő első olyan kislemeze lett, amely a rádiós slágerlisták élén végzett. A Cicciolina sikerét követően kiadta következő dalát, a Syntisten pöytät, amely elérte a rádiós slágerlista első helyét. Ugyanebben az évben harmadik helyezést ért el a finn Álarcos Énekes első évadában, ahol a darázsként versenyzett.
2021 augusztusában adta ki első, saját nevét viselő stúdióalbumát.
2025. januárjában az Yle bejelentette, hogy az énekesnő visszatér az UMK mezőnyébe, Ich komme című versenydalával, amellyel megnyerte a február 8-án rendezett döntőt, ahol a nemzetközi zsűri, valamint közönség pontjai alakították ki a végeredményt, így ő képviselhette hazáját az Eurovíziós Dalfesztiválon. A verseny május 15-én rendezett második elődöntőjéből harmadik helyezettként jutott tovább a döntőbe, ahol végül a tizenegyedik helyen végzett.

## Diszkográfia

### Stúdióalbumok
- Erika Vikman (2021)

### Kislemezek
- Etkö uskalla mua rakastaa (2015)
- Ettei mee elämä hukkaan (2017)
- Säännöt (2017)
- Jos osaisin sanoa ei (2017)
- Cicciolina (2020)
- Syntisten pöytä (2020)
- Häpeä (2021)
- Elizabeth Taylor (2023)
- Myynnissä (2024)
- Ich komme (2025)

### Közreműködések
- Tääl on niin kuuma (2021, Arttu Wiskari)
- Huonoja ideoita (2021, Arttu Wiskari)
- Ruoska (2024, Käärijä)
- Aivan sama (2024, Janna és F)